# チェンジスボウイ
『チェンジスボウイ』（原題"Changesbowie"）は、1990年に発売されたデヴィッド・ボウイのベスト・アルバム。アメリカのRYKOとイギリスのEMIからリリース。RYKOのリマスターシリーズの一つとして発売された。
「トゥナイト」（1984年）以来のUKチャートNo.1アルバムになり、通算7枚目 。カバーアートワークはデビッド・バックリーによるもの。

## トラックリスト
| #   | タイトル                                    | 作詞 | 作曲・編曲 | オリジナル・リリース                           | 時間 |
| --- | ------------------------------------------- | ---- | ---------- | ---------------------------------------------- | ---- |
| 1.  | 「スペイス・オディティ」                    |      |            | 『スペイス・オディティ』 （1969年）            | 5:13 |
| 2.  | 「ジョン、アイム・オンリー・ダンシング」    |      |            | シングル（1972年）                             | 2:46 |
| 3.  | 「チェンジズ」                              |      |            | 『ハンキー・ドリー』（1971年）                 | 3:33 |
| 4.  | 「ジギー・スターダスト」                    |      |            | 『ジギー・スターダスト』（1972年）             | 3:13 |
| 5.  | 「サフラジェット・シティ」                  |      |            | 『ジギー・スターダスト』（1972年）             | 3:25 |
| 6.  | 「ジーン・ジニー」                          |      |            | 『アラジン・セイン』（1973年）                 | 4:06 |
| 7.  | 「ダイアモンドの犬」                        |      |            | 『ダイアモンドの犬』（1974年）                 | 6:04 |
| 8.  | 「愛しき反抗」                              |      |            | 『ダイアモンドの犬』（1974年）                 | 4:28 |
| 9.  | 「ヤング・アメリカンズ」                    |      |            | 『ヤング・アメリカンズ』（1975年）             | 5:10 |
| 10. | 「フェイム'90」                             |      |            | シングル（1990年）                             | 3:38 |
| 11. | 「ゴールデン・イヤーズ」                    |      |            | 『ステイション・トゥ・ステイション』（1976年） | 3:58 |
| 12. | 「ヒーローズ(シングル・エディット)」        |      |            | 『ヒーローズ 』（1977年）                      | 3:35 |
| 13. | 「アッシュズ・トゥ・アッシュズ」            |      |            | 『スケアリー・モンスターズ』（1980年）         | 4:22 |
| 14. | 「ファッション」                            |      |            | 『スケアリー・モンスターズ』（1980年）         | 4:46 |
| 15. | 「レッツ・ダンス (シングル・エディット)」   |      |            | 『レッツ・ダンス』（1983年）                   | 4:07 |
| 16. | 「チャイナ・ガール (シングル・エディット)」 |      |            | 『レッツ・ダンス』（1983年）                   | 4:14 |
| 17. | 「モダン・ラヴ (シングル・エディット)」     |      |            | 『レッツ・ダンス』（1983年）                   | 3:56 |
| 18. | 「ブルー・ジーン」                          |      |            | 『トゥナイト』（1984年）                       | 3:09 |

- イギリス等でEMIから発売されたLP（２枚組）、カセット（２本組）には、「スターマン」「火星の生活」「サウンド・アンド・ヴィジョン」が収録されている。
- １～11曲目までは、1976年に発売されたベスト・アルバム『魅せられし変容〜ベスト・オブ・デヴィッド・ボウイ』と同一の内容である(ただし「フェイム」はリミックス・バージョンの「フェイム'90」に置き換えられている)。